# Philonthus decorus

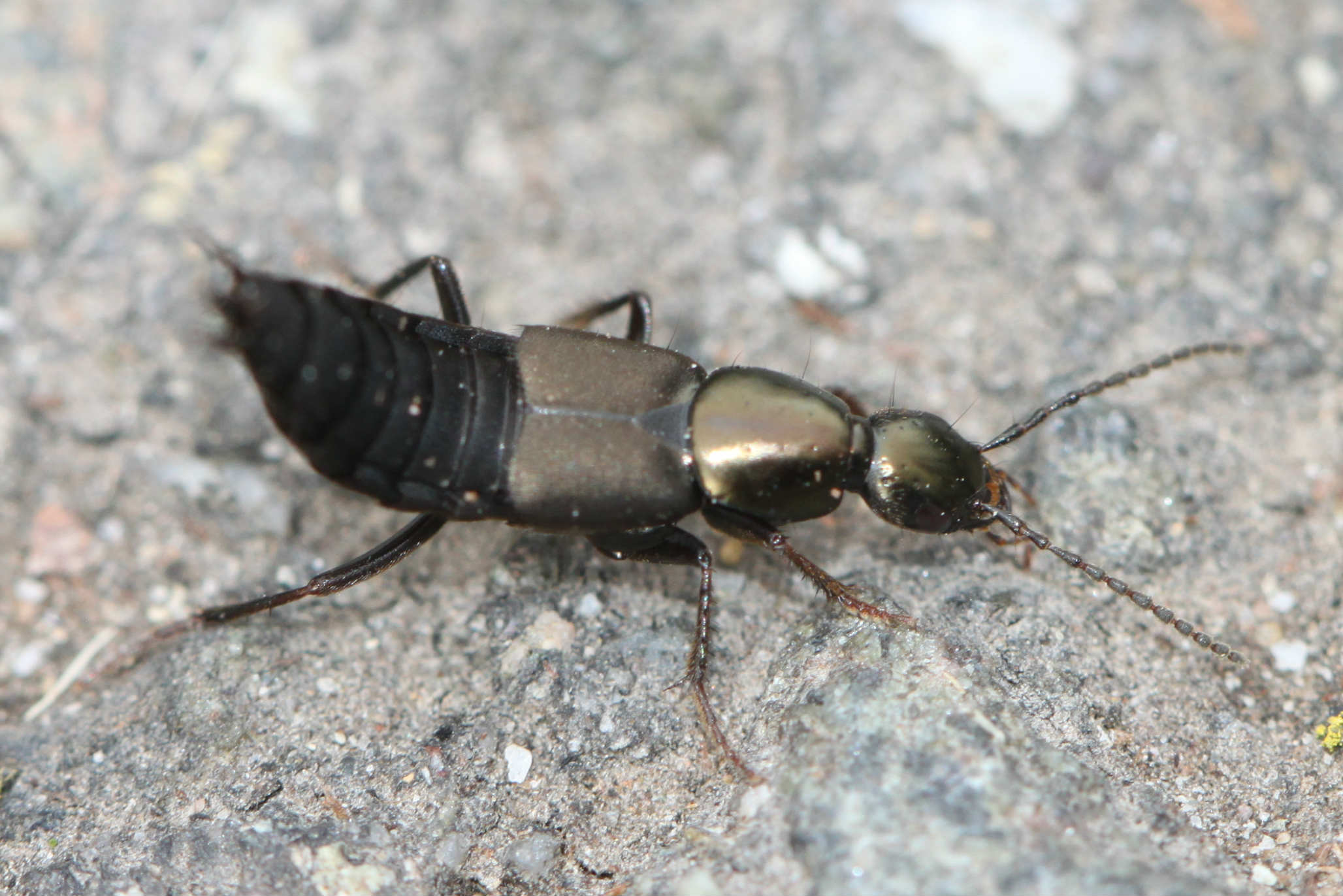
Philonthus cf. decorus

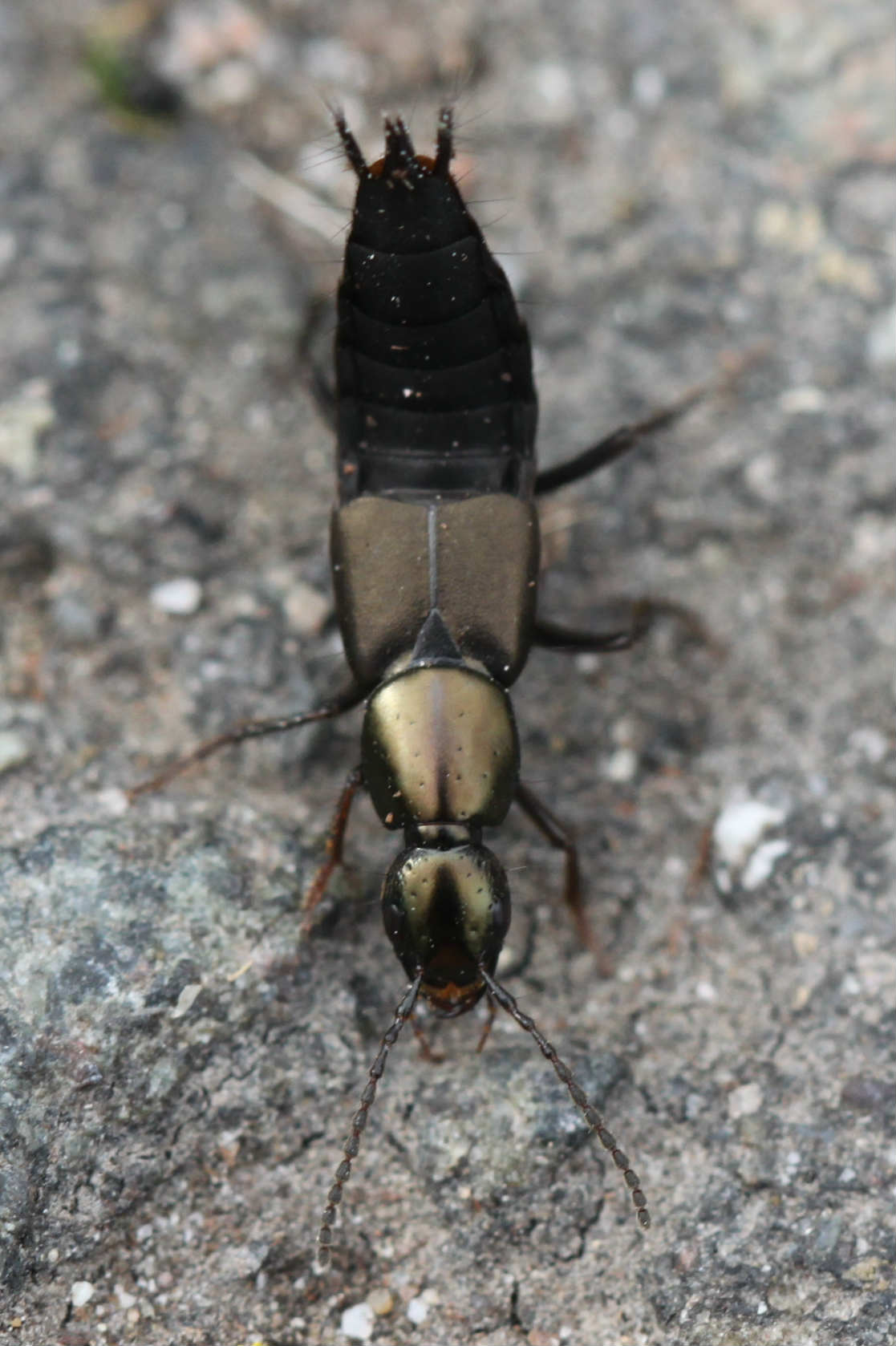
Philonthus cf. decorus

Philonthus (Philonthus) decorus ist ein Käfer aus der Familie der Kurzflügler (Staphylinidae).

## Merkmale
Die Käfer werden 10–14 mm lang. Der ovalförmige Kopf, der Halsschild sowie die Flügeldecken (Elytren) sind grünlich bronzeglänzend. Eine Doppelreihe von Punkten verläuft über den Halsschild. Die Flügeldecken weisen eine dichte feinkörnige Punktierung auf. Die Fühler sind 11-gliedrig. Die Beine sind zum Teil rötlich. Der schwarze Hinterleib besteht aus 10 sehr beweglichen Segmenten. Bei Gefahr biegen die Käfer ihren Hinterleib nach oben.

## Vorkommen
Die Käferart kommt in der Paläarktis vor. Sie ist in Europa weit verbreitet und kommt relativ häufig vor. Auf den Britischen Inseln ist die Art ebenfalls vertreten. Nach Osten reicht das Verbreitungsgebiet mindestens bis nach Westsibirien.

## Lebensweise
Die Käfer sind das ganze Jahr aktiv. Die Eiablage findet gewöhnlich von Mai bis Anfang September statt. Die Käfer werden maximal zwei Jahre alt.
Ihren Lebensraum bilden Wälder und Waldränder. Sie bevorzugen feuchte Biotope, meist in Gewässernähe. Sie halten sich gewöhnlich im Laub, auf Moos, unter Steinen oder unter Baumstämmen auf. Die Käfer findet man häufig an Aas und an faulenden Pilzen. Sie erbeuten verschiedene Kleininsekten wie beispielsweise Puppen des Kleinen Frostspanners (Operophtera brumata).